# کوسه برنشین
دربارهٔ بهارجشن چوپانان، بنگرید: کوسه‌گردی

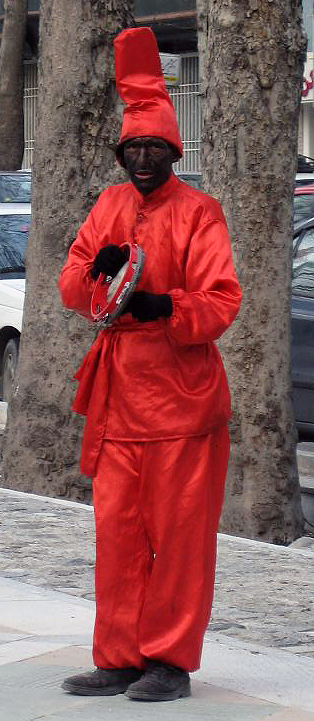
حاجی فیروز.

مراسم کوسه‌برنشین یا بهار جشن یکی از مراسمی بود که در ایران مقارن با بهار انجام می‌دادند.
در روزگار ساسانیان بخاطر اجرای گاه‌شماری زرتشتی و عدم در نظر گرفتن سال کبیسه آغاز بهار با اول آذر ماه سال اوستایی مصادف بود. یکی از مراسمی که شهرتی بسیار داشت و جشن‌های کارناوالی را به یاد می‌آورد. موسوم بود به رکوب الکوسج یا کوسه برنشین. ابوریحان بیرونی شرح این رسم را آورده است که در اولین روز بهار، مردی کوسه را بر خر می‌نشاندند که به دستی کلاغ داشت و به دستی بادزن که خود را مرتب باد می‌زد اشعاری می‌خواند که حاکی از وداع با زمستان و سرما بود و از مردم چیزی به سکه و دینار می‌گرفت. آنچه از مردم می‌ستاند، از بامداد تا نیمروز به جهت خزانه و شاه بود و آنچه از نیمروز تا عصر اخذ می‌کرد، تعلق به خودش داشت. آنگاه اگر از عصر وی را می‌دیدند، مورد آزار و شتم قرار می‌دادند. ابوریحان می‌گوید در روزگار ما چنین رسمی در شیراز اجرا می‌شود.
محمد حسین بن خلف تبریزی متخلص به برهان، نظیر شرح فوق را در برهان قاطع آورده است. مسعودی در کتاب مروج الذهب به این رسم اشاره کرده‌است. چنین رسمی میان اقوام و ملل گوناگون بر پا بوده و شکل‌های مختلف داشته‌است.
این رسم در روزگار ساسانی و دورهٔ اسلامی، توسط غلامان سیاه اجرا می‌شده که ملبس به لباس‌های رنگارنگ شده و با آرایش ویژه و لهجهٔ شکسته و خاصی که داشتند، دف و دایره می‌زدند و ترانه‌های نوروزی می‌خواندند. حاجی فیروزهای امروزی که مقارن نوروز و سال نو در کوی و برزن مردم را به طرب درمی‌آورند، از بقایای آن رسم کهن است. با این تفاوت که امروزه چون غلام و سیاهانی نیستند که چنین کنند، دیگران خود را سیاه کرده و به زی آنان آراسته و تقلیدشان می‌کنند.
کوسه در این نمایش مظهر بهار و زندگی دویاره و نوروز است و کلاغ سمبل زمستان.
این نمایش بیشتر در شهر های همدان و آذربایجان اجرا می شده است.